# Moröns Bollklubb
O Moröns Bollklubb, ou simplesmente Moröns BK, é um clube de futebol da Suécia. Sua sede fica localizada em Skellefteå.